# Khasimpur, Bhalki
Khasimpur là một làng thuộc tehsil Bhalki, huyện Bidar, bang Karnataka, Ấn Độ.